# جسر الاميلو

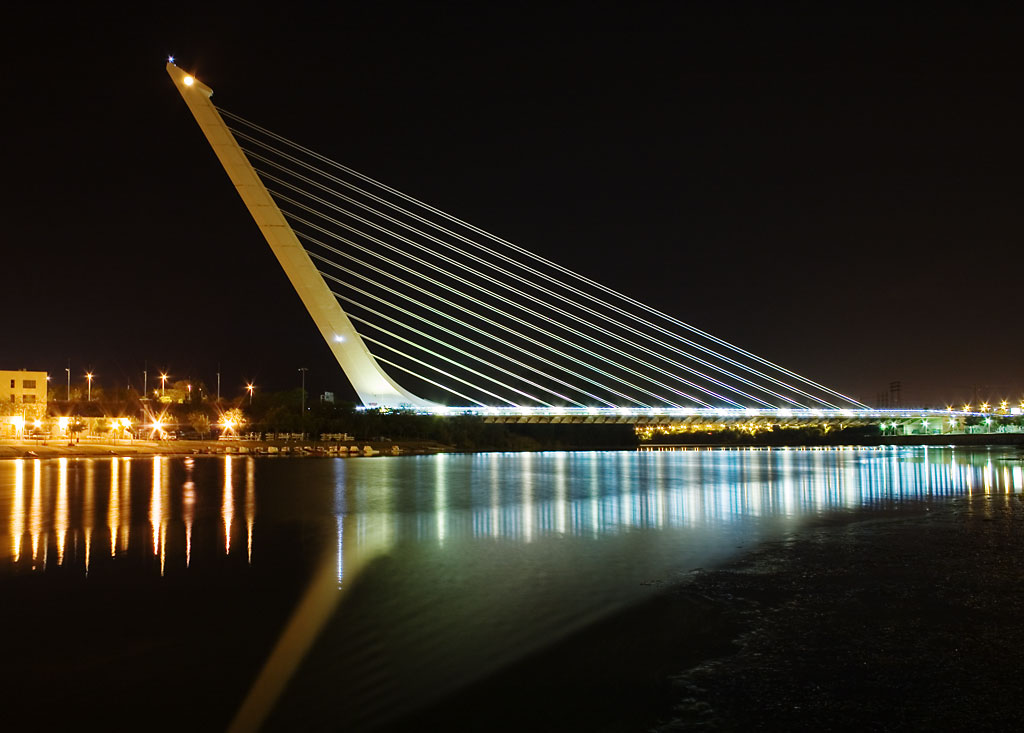
جسر الاميلو في إشبيلية.

جسر الاميلو (بالإسبانية: Puente del Alamillo) جسر يقع في إشبيلية، الأندلس، إسبانيا. يمتد مسافة 250 متر على قناة ألفونسو الثالث عشر، مما يتيح الوصول إلى كارتوجا لا، وهي جزيرة بين القناة و نهر الوادي الكبير. تم بناء الجسر على ارتفاع 140 متر كجزء من تحسين البنية التحتية لمعرض اكسبو 92، الذي عقد في موقع كبير على الجزيرة. بدأ بناء الجسر في عام 1989 واكتمل في عام 1992، وهو من تصميم المعمار سانتياغو كالاترافا، ومبني على أساس إنشائي يُدعى "Cable-stayed bridges" خاص بالجسور المعلقة.

## وصلات خارجية
- جسر الاميلو على en.broer.no
- جسر الاميلو لسانتياغو كالاترافا
- جسر الاميلو في إشبيلية
- صور ومعلومات تقنية عن الجسر.